# Coleosporium clematidis
Coleosporium clematidis är en svampart som beskrevs av Barclay 1890. Coleosporium clematidis ingår i släktet Coleosporium och familjen Coleosporiaceae.   Inga underarter finns listade i Catalogue of Life.